# Nivio López Vigil
Nivio López Vigil es un ilustrador infantil con más de cien publicaciones, entre ellas revisiones iconográficas de textos clásicos como Hansel y Gretel, e ilustrador magistral del Quijote.
Sus trabajos de acuarela van desde el manejo clásico de paisajes hasta la caricatura de personajes encuadrados en una composición brillante. Sus ilustraciones de los cuentos de Edgar Allan Poe son un reflejo de la ilustración española de este momento.
- Datos: Q6043450